# زلف‌قرمزی کوچک
زلف‌قرمزی کوچک (نام علمی: Carduelis cabaret) نام یک گونه از گونه سهره کاکل قرمز است.